# Трофеїт
Трофеїт, також трофіїт (від англ. trophyitis) — це сучасний розмовний термін, який стосується одержимої гонитви за нагородами, похвалою або трофеями, часто за рахунок особистого благополуччя, стосунків чи інших значущих аспектів життя. Це може проявлятися як спонука, внутрішній примус до дій спрямованих на досягнення схвалення та визнання іншими. Трофеїт може бути зумовлений як суспільним тиском, так і особистою невпевненістю.